# Malacoscylus lanei
Malacoscylus lanei là một loài bọ cánh cứng trong họ Cerambycidae.